# Conyzinae
Conyzinae Horan., 1847 è una sottotribù di piante angiosperme dicotiledoni della famiglia delle Asteraceae (sottofamiglia Asteroideae e tribù Astereae/clade  North American lineage).

## Etimologia
Il nome della sottotribù deriva dal suo ex. genere tipo: Conyza Less. (ora sinonimo di Erigerun L.), il cui nome deriva dal greco "konops" (= pulci), o "konis" (= polvere), alludendo alla polvere prodotta con la pianta secca e utilizzata per respingere gli insetti indesiderati. Questo nome è stato utilizzato da Plinio (23 - 79), scrittore dell'antica Roma, e prima ancora da Teofrasto (371 a.C. - 287 a.C.), filosofo e botanico greco antico.

Il nome scientifico della sottotribù è stato definito dal botanico Paul Fedorowitsch Horaninow (1796–1865) nel 1847, in seguito perfezionato dai botanici George Bentham  (1800-1884) e Joseph Dalton Hooker  (1817-1911) nella pubblicazione "Genera plantarum Imprimis annuncio Exemplaria in herbariis Kewensibus - 2 (1):. 166, 179, 1873" nel 1873.

## Descrizione

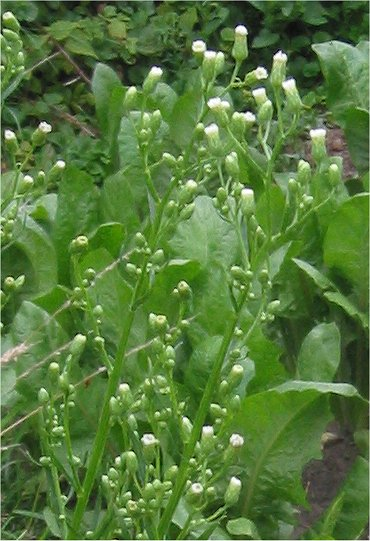
Il portamento
Erigeron canadensis

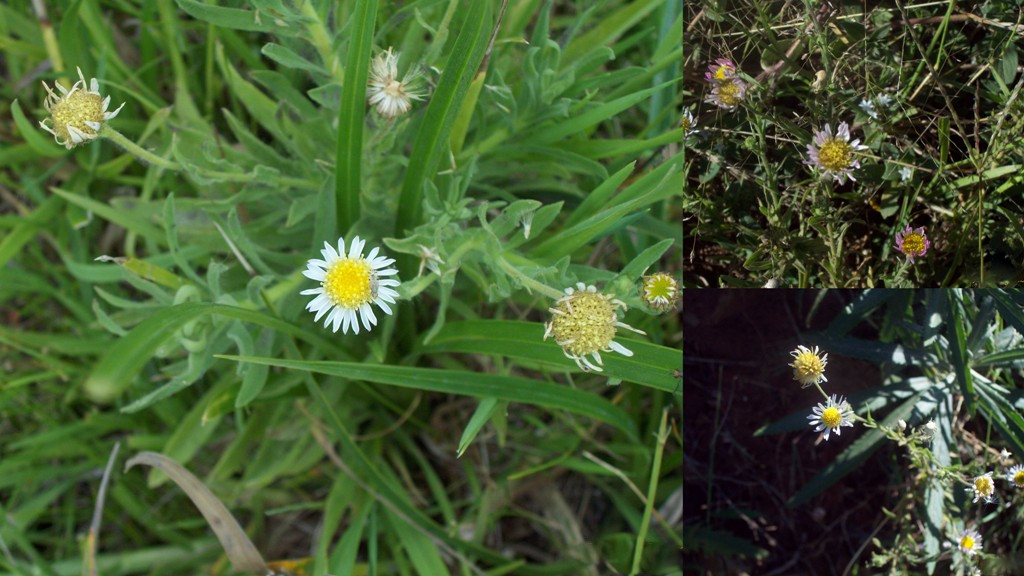
Le foglie
Hysterionica villosa

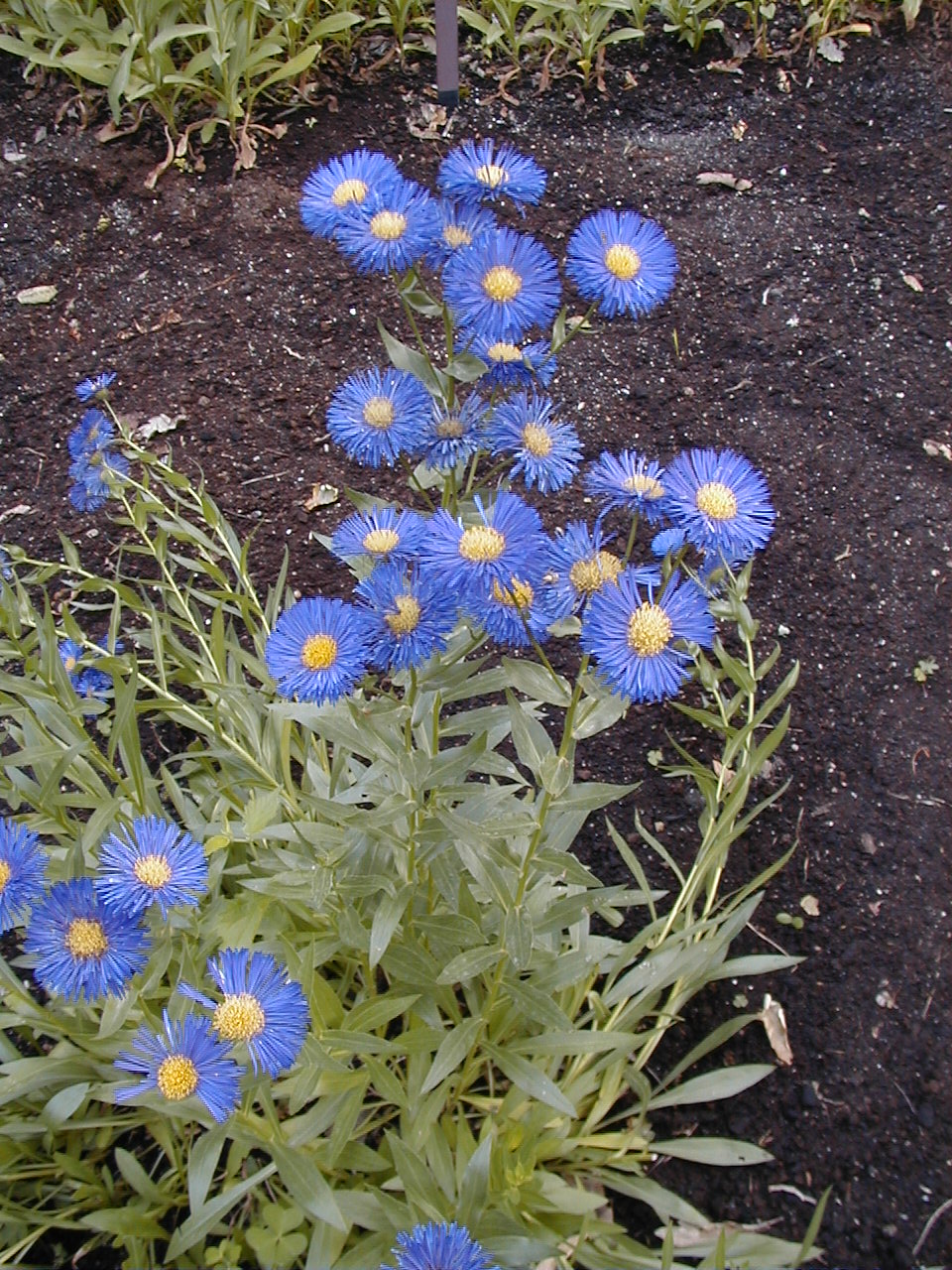
Infiorescenza
Erigeron_speciosus

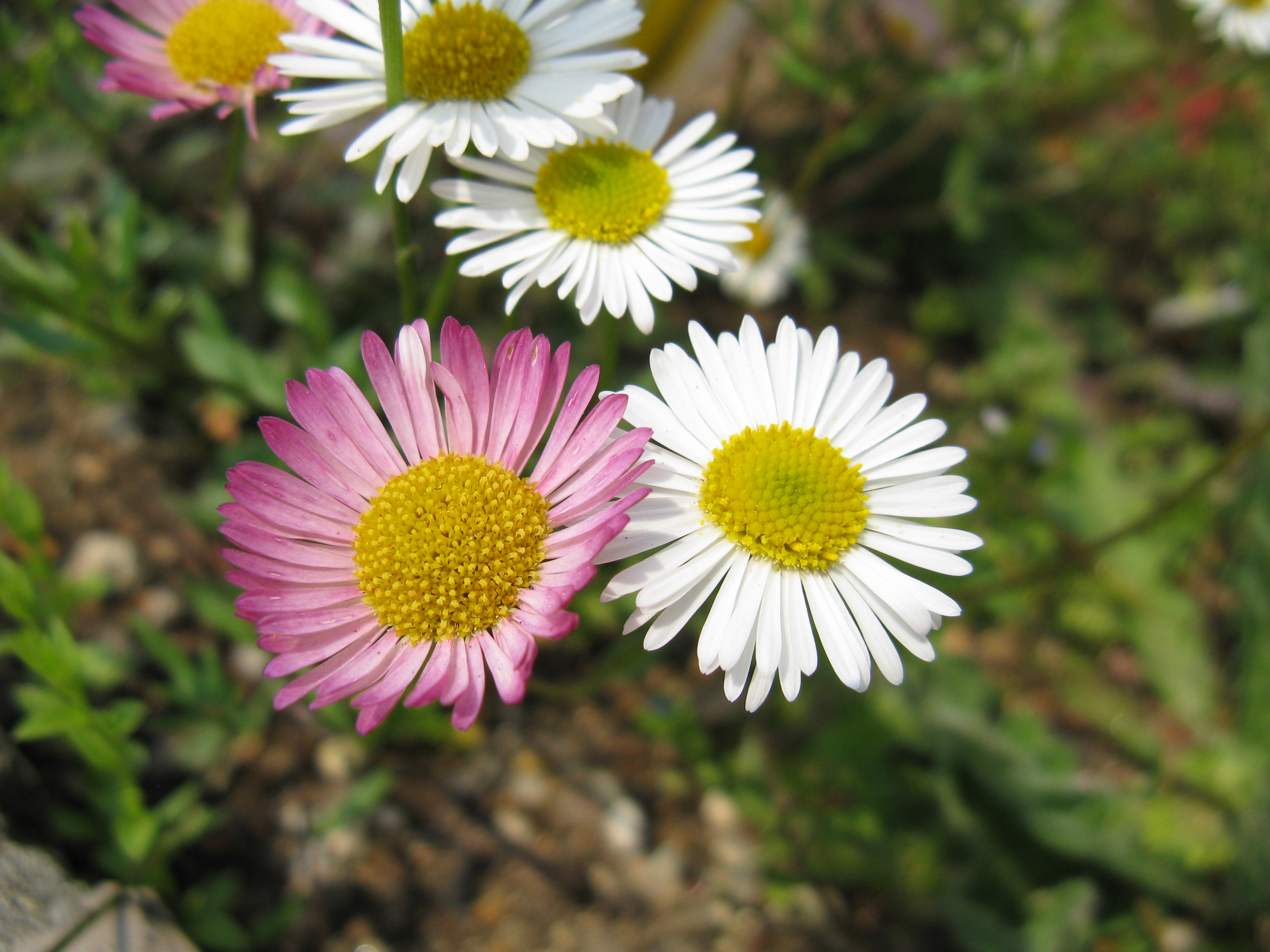
I fiori
Erigeron_karvinskianus

Portamento. Le specie di questa sottotribù hanno un ciclo biologico annuale, biennale o perenne. Sono erbacee, arbusti, cespugli e in alcuni casi anche alberi. L'indumento in genere è glabro, peloso (anche per peli ispidi come in Conyza o morbidi come in Aphanostephus) o anche ghiandoloso; in alcune specie i peli sono appressati.
Fusto. La parte aerea in genere è eretta, semplice o ramosa. Queste specie normalmente arrivano a fino ad una altezza di 100 cm (massimo 3,5 m). La parte sotterranea del fusto può essere un fittone o un rizoma anche legnoso con radici secondarie fibrose. Nel genere Apopyros i rizomi sono tuberosi (a volte legnosi). I fusti sono eretti, ascendenti, decombenti o prostrati; possono essere semplici o ramificati (molto ramosi in Conyza ramosissima Cronquist) 
Foglie. Le foglie si dividono in basali e caulinari. Quelle basali possono essere persistenti o meno alla fioritura. Le foglie lungo il fusto sono disposte in modo alterno, sono sessili o picciolate  con 1 - 3 nervi superficiali a lamina intera o dentata (tipo pennatifida). La superficie può essere glabra, oppure pelosa (anche per peli ghiandolari). Il contorno (forma) della lamina è da lineare, a lanceolato, oblanceolato o spatolato. I bordi sono continui o eventualmente seghettati verso l'apice; in alcuni casi l'apice è mucronato. La lamina delle foglie cauline è progressivamente più lineare e stretta.
Infiorescenza. Le sinflorescenze sono singole (un solo capolino come in Neja) o formate da più capolini in formazioni corimbose oppure panicolate (a forma di pannocchia) oppure di tipo tirsoide (come in Apopyros). Le infiorescenze vere e proprie sono composte da un capolino terminale peduncolato di tipo radiato o disciforme. I capolini sono formati da un involucro, con forme da emisferiche a campanulate, composto da 20 a 50 (fino a 150 in Erigeron) brattee, al cui interno un ricettacolo fa da base ai fiori di due tipi: fiori del raggio e fiori del disco. Le brattee, con un nervo centrale resinoso (3 in Erigeron), con forme da strettamente ellittiche a lineari-lanceolate, diseguali (o no) fra di loro, a consistenza da fogliacea a membranosa, con margini scariosi oppure no, con superficie glabra, pelosa o ghiandolosa, sono disposte in modo più o meno embricato e scalato su 2 - 5 serie. Il ricettacolo in genere è nudo ossia senza pagliette a protezione della base dei fiori; la forma è piatta o conica. Diametro degli involucri: 5 – 35 mm in Erigeron; 3,5 – 10 mm in Aphanostephus.
Fiori.  I fiori sono tetra-ciclici (formati cioè da 4 verticilli: calice – corolla – androceo – gineceo) e pentameri (calice e corolla formati da 5 elementi). Si distinguono in:
- fiori del raggio (esterni): da 0 (possono essere assenti) fino 350, sono femminili e sono disposti su una sola serie; la forma è ligulata (zigomorfa); in Erigeron i fiori ligulati sono di due tipi: (1) da 20 a 45 su una o due serie con corolle da bianco a violaceo con lamina da filiforme a ellittica, (2) da 20 a 150 su 2 – 5 serie con corolle gialle-ocra con lamina filiforme; in Aphanostephus sono da 10 a 75 su una o due serie con corolle violacee di sotto e bianche di sopra; in Apopyros i fiori ligulati sono assenti;
- fiori del disco (centrali): sono più numerosi (in Erigeron sono da 25 a 450, in Aphanostephus sono da 25 a 400) con forme brevemente tubulose (attinomorfe); sono ermafroditi;

- Formula fiorale:

*/x K {\displaystyle \infty }, [C (5), A (5)], G 2 (infero), achenio
- Calice: i sepali del calice sono ridotti ad una coroncina di squame.

- Corolla: 
  - fiori del raggio: la forma della corolla alla base è più o meno tubulosa-imbutiforme, mentre all'apice è ligulata; la ligula può terminare con alcuni denti; le corolle sono bianche, blu, rosa o violacee (difficilmente gialle);
  - fiori del disco: la forma è tubulare bruscamente divaricata in 5 lobi; i lobi, patenti o eretti, hanno una forma deltata o più o meno lanceolata; il colore è giallo.

- Androceo: l'androceo è formato da 5 stami sorretti da filamenti generalmente liberi; gli stami sono connati e formano un manicotto circondante lo stilo; le teche (produttrici del polline) alla base sono troncate e sono lievemente auricolate (molto raramente sono speronate o hanno una coda); le appendici apicali delle antere hanno delle forme piatte e lanceolate; il tessuto endoteciale (rivestimento interno dell'antera) è quasi sempre polarizzato (con due superfici distinte: una verso l'esterno e una verso l'interno). Il polline è sferico con un diametro medio di circa 25 micron;  è tricolporato (con tre aperture sia di tipo a fessura che tipo isodiametrica o poro) ed è echinato (con punte sporgenti).[11][17]

- Gineceo: l'ovario è infero uniloculare formato da 2 carpelli.[7] Lo stilo (il recettore del polline) è profondamente bifido (con due stigmi divergenti) e con le linee stigmatiche marginali separate.[18] I due bracci dello stilo hanno una forma più o meno deltata e possono essere papillosi o ricoperti da ciuffi di peli.

Frutti. I frutti sono degli acheni con pappo; in alcune specie è presente un certo dimorfismo (gli acheni dei fiori del raggio differiscono dagli acheni dei fiori del disco);
- achenio: gli acheni hanno una forma da oblunga (sub-cilindrica)  a obvoide o ellittica, a volte leggermente compressa o appiattita, con superficie glabra percorsa da alcune coste o nervature longitudinali resinose; in Aphanostephus l'achenio ha una forma quadrangolare con 4 – 12 coste;
- pappo: il pappo è persistente o caduco ed è formato da setole (da 40 a 50 in Erigeron) o da creste (secondo i vari generi); i pappi in alcune specie di Erigeron possono essere presenti solamente sui fiori ligulati o solo su quelli centrali.

## Biologia
Impollinazione: l'impollinazione avviene tramite insetti (impollinazione entomogama tramite farfalle diurne e notturne).

Riproduzione: la fecondazione avviene fondamentalmente tramite l'impollinazione dei fiori (vedi sopra).

Dispersione: i semi (gli acheni) cadendo a terra sono successivamente dispersi soprattutto da insetti tipo formiche (disseminazione mirmecoria). In questo tipo di piante avviene anche un altro tipo di dispersione: zoocoria. Infatti gli uncini delle brattee dell'involucro (se presenti) si agganciano ai peli degli animali di passaggio disperdendo così anche su lunghe distanze i semi della pianta. Inoltre per merito del pappo il vento può trasportare i semi anche a distanza di alcuni chilometri (disseminazione anemocora).

## Distribuzione e habitat
Le specie di questo gruppo in maggioranza sono proprie del continente americano a parte un genere anche eurasiatico (Erigeron). Nella tabella sottostante sono indicate in dettaglio le distribuzioni relative ai vari generi della sottotribù.

## Sistematica
La famiglia di appartenenza di questa voce (Asteraceae o Compositae, nomen conservandum) probabilmente originaria del Sud America, è la più numerosa del mondo vegetale, comprende oltre 23.000 specie distribuite su 1.535 generi, oppure 22.750 specie e 1.530 generi secondo altre fonti (una delle checklist più aggiornata elenca fino a 1.679 generi). La famiglia attualmente (2021) è divisa in 16 sottofamiglie; la sottofamiglia Asteroideae è una di queste e rappresenta l'evoluzione più recente di tutta la famiglia.

### Filogenesi
Il gruppo di questa voce è descritto nella tribù Astereae, una delle 21 tribù della sottofamiglia Asteroideae). Da un punto di vista filogenetico, la tribù Astereae fa parte del supergruppo (o sottofamiglia) "Asteroideae grade"; l'altro è il supergruppo "Non-Asteroideae" contenente il resto delle sottofamiglie delle Asteraceae. All'interno del supergruppo è vicina alle tribù Senecioneae, Calenduleae, Gnaphalieae e Anthemideae.
I caratteri più notevoli della tribù Astereae sono: la base delle antere sono prive di code e non sono calcarate (speronate); le linee stigmatiche dei bracci dello stilo sono totalmente separate; i due bracci dello stilo hanno una forma breve o allungata da lanceolata a deltoide e possono essere papillosi o ricoperti da ciuffi di peli (all'esterno, mentre all'interno sono glabri). La distribuzione della maggior parte delle specie di questo gruppo è nelle regioni temperate nord e sud.
In base alle ultime ricerche nella tribù sono stati individuati (provvisoriamente) 5 principali lignaggi:
- Basal grade: include alcuni generi isolati, il gruppo "South American-Oceania",  alcune sottotribù africane e il gruppo dei generi legnosi del Madagascar.
- Bellis lineage: comprende le sottotribù eurasiatiche e una sottotribù africana.
- Aster lineage: include i generi asiatici di Asterinae e i principali gruppi dell'Australia e dell'Oceania.
- Baccharis lineage: include alcuni gruppi sudamericani.
- North American lineage: include la vasta gamma di sottotribù del Nordamerica, Messico e alcuni gruppi distribuiti nel Sudamerica.

La sottotribù di questa voce è inclusa nel lignaggio "North American lineage". Attualmente la sottotribù Conyzinae fa parte (da un punto di vista filogenetico) di un gruppo formato dalle sottotribù Astranthiinae, Chrysopsidinae, Geissolepinae e Chaetopappinae.
Il genere Erigeron (il più importante di questo gruppo) essendo molto numeroso è stato suddiviso in diverse sezioni in base al tipo di fusto sotterraneo (rizoma o fittone), l'indumento, la disposizione dell'infiorescenza, ma anche il suo portamento prima della fioritura (eretto, dondolante o inarcato), la forma dell'achenio e altri caratteri morfologici. Alcune di queste sezioni sono al centro di dibattiti fra i botanici. Ad esempio per la sezione Trimorpha più volte è stata fatta la proposta di considerarla come genere indipendente. Studi recenti hanno confermato uno stretto collegamento con la sezione Erigeron per cui attualmente il genere Trimorpha è considerato sinonimo di  Erigeron.
Un altro problema è la distinzione tra il genere Erigeron e il genere Conyza (ora sinonimo del primo) che non sempre è chiaro. Le brattee in Conyza sono disuguali, mentre in Erigerono sono sub-eguali; è diverso anche il rapporto tra i fiori femminili e ermafroditi (più femminili che ermafroditi in Conyza; più ermafroditi che femminili in Erigeron). Inoltre in alcuni studi risulta che Conyza è nidificato all'interno di Erigeron. L'attuale tendenza è di considerare le specie di Conyza all'interno di Erigeron (questo vale per le due specie italiane di Conyza: Conyza canadensis e Conyza bonariensis)
Il genere Aphanostephus si distingue per la combinazioni di particolari caratteri (il colore dei fiori del raggio, i margini scariosi delle squame dell'involucro, i ricettacoli conici, gli acheni quadrangolari), ma soprattutto per il basso valore cromosomico. Anche questo gruppo ha bisogno di ulteriori studi. Per alcuni botanici è collegato ai generi  Townsendia e Astranthium della sottotribù Astranthiinae; mentre altri studi su dati molecolari indicano che Aphanostephus è sorto all'interno delle Conyzinae.
Il cladogramma seguente, tratto dallo studio citato e semplificato, nel quale sono indicate solamente alcune specie della flora spontanea italiana, mostra l'attuale conoscenza della sottotribù.  L'analisi delle sequenze dei nucleotidi evidenziano per le Conyzinae 6 gruppi o cladi principali. Se queste analisi verranno confermate allora sarà necessario suddividere la sottotribù in più generi come (tra le varie possibilità) viene proposto nello studio citato.
|  | Erigeron canadensis, E. karvinskianuse E. annus                       |
|  |                                                                       |
|  | \| \| Erigeron uniflorus \| \| \| \| \| \| Erigeron acris \| \| \| \| |
|  |                                                                       |
|  | Erigeron ramosissima (e altri...)                                     |
|  |                                                                       |
|  | Erigeron uniflorus                                                    |
|  |                                                                       |
|  | Erigeron acris                                                        |
|  |                                                                       |

|  | Erigeron uniflorus |
|  |                    |
|  | Erigeron acris     |
|  |                    |

|  | \| \| genere Hysterionica \| \| \| \| \| \| genere Neja \| \| \| \| |
|  |                                                                     |
|  | genere Leptostelma                                                  |
|  |                                                                     |
|  | genere Apopyros                                                     |
|  |                                                                     |
|  | Erigeron bonariensis (e altri...)                                   |
|  |                                                                     |
|  | genere Hysterionica                                                 |
|  |                                                                     |
|  | genere Neja                                                         |
|  |                                                                     |

|  | genere Hysterionica |
|  |                     |
|  | genere Neja         |
|  |                     |

|  | Erigeron canadensis, E. karvinskianuse E. annus                       |
|  |                                                                       |
|  | \| \| Erigeron uniflorus \| \| \| \| \| \| Erigeron acris \| \| \| \| |
|  |                                                                       |
|  | Erigeron ramosissima (e altri...)                                     |
|  |                                                                       |
|  | Erigeron uniflorus                                                    |
|  |                                                                       |
|  | Erigeron acris                                                        |
|  |                                                                       |

|  | Erigeron uniflorus |
|  |                    |
|  | Erigeron acris     |
|  |                    |

|  | \| \| genere Hysterionica \| \| \| \| \| \| genere Neja \| \| \| \| |
|  |                                                                     |
|  | genere Leptostelma                                                  |
|  |                                                                     |
|  | genere Apopyros                                                     |
|  |                                                                     |
|  | Erigeron bonariensis (e altri...)                                   |
|  |                                                                     |
|  | genere Hysterionica                                                 |
|  |                                                                     |
|  | genere Neja                                                         |
|  |                                                                     |

|  | genere Hysterionica |
|  |                     |
|  | genere Neja         |
|  |                     |

|  | genere Aphanostephus             |
|  |                                  |
|  | Erigeron bellioides (e altri...) |
|  |                                  |

|  | Erigeron canadensis, E. karvinskianuse E. annus                       |
|  |                                                                       |
|  | \| \| Erigeron uniflorus \| \| \| \| \| \| Erigeron acris \| \| \| \| |
|  |                                                                       |
|  | Erigeron ramosissima (e altri...)                                     |
|  |                                                                       |
|  | Erigeron uniflorus                                                    |
|  |                                                                       |
|  | Erigeron acris                                                        |
|  |                                                                       |

|  | Erigeron uniflorus |
|  |                    |
|  | Erigeron acris     |
|  |                    |

|  | \| \| genere Hysterionica \| \| \| \| \| \| genere Neja \| \| \| \| |
|  |                                                                     |
|  | genere Leptostelma                                                  |
|  |                                                                     |
|  | genere Apopyros                                                     |
|  |                                                                     |
|  | Erigeron bonariensis (e altri...)                                   |
|  |                                                                     |
|  | genere Hysterionica                                                 |
|  |                                                                     |
|  | genere Neja                                                         |
|  |                                                                     |

|  | genere Hysterionica |
|  |                     |
|  | genere Neja         |
|  |                     |

|  | Erigeron canadensis, E. karvinskianuse E. annus                       |
|  |                                                                       |
|  | \| \| Erigeron uniflorus \| \| \| \| \| \| Erigeron acris \| \| \| \| |
|  |                                                                       |
|  | Erigeron ramosissima (e altri...)                                     |
|  |                                                                       |
|  | Erigeron uniflorus                                                    |
|  |                                                                       |
|  | Erigeron acris                                                        |
|  |                                                                       |

|  | Erigeron uniflorus |
|  |                    |
|  | Erigeron acris     |
|  |                    |

|  | \| \| genere Hysterionica \| \| \| \| \| \| genere Neja \| \| \| \| |
|  |                                                                     |
|  | genere Leptostelma                                                  |
|  |                                                                     |
|  | genere Apopyros                                                     |
|  |                                                                     |
|  | Erigeron bonariensis (e altri...)                                   |
|  |                                                                     |
|  | genere Hysterionica                                                 |
|  |                                                                     |
|  | genere Neja                                                         |
|  |                                                                     |

|  | genere Hysterionica |
|  |                     |
|  | genere Neja         |
|  |                     |

|  | genere Aphanostephus             |
|  |                                  |
|  | Erigeron bellioides (e altri...) |
|  |                                  |

|  | Erigeron canadensis, E. karvinskianuse E. annus                       |
|  |                                                                       |
|  | \| \| Erigeron uniflorus \| \| \| \| \| \| Erigeron acris \| \| \| \| |
|  |                                                                       |
|  | Erigeron ramosissima (e altri...)                                     |
|  |                                                                       |
|  | Erigeron uniflorus                                                    |
|  |                                                                       |
|  | Erigeron acris                                                        |
|  |                                                                       |

|  | Erigeron uniflorus |
|  |                    |
|  | Erigeron acris     |
|  |                    |

|  | \| \| genere Hysterionica \| \| \| \| \| \| genere Neja \| \| \| \| |
|  |                                                                     |
|  | genere Leptostelma                                                  |
|  |                                                                     |
|  | genere Apopyros                                                     |
|  |                                                                     |
|  | Erigeron bonariensis (e altri...)                                   |
|  |                                                                     |
|  | genere Hysterionica                                                 |
|  |                                                                     |
|  | genere Neja                                                         |
|  |                                                                     |

|  | genere Hysterionica |
|  |                     |
|  | genere Neja         |
|  |                     |

|  | Erigeron canadensis, E. karvinskianuse E. annus                       |
|  |                                                                       |
|  | \| \| Erigeron uniflorus \| \| \| \| \| \| Erigeron acris \| \| \| \| |
|  |                                                                       |
|  | Erigeron ramosissima (e altri...)                                     |
|  |                                                                       |
|  | Erigeron uniflorus                                                    |
|  |                                                                       |
|  | Erigeron acris                                                        |
|  |                                                                       |

|  | Erigeron uniflorus |
|  |                    |
|  | Erigeron acris     |
|  |                    |

|  | \| \| genere Hysterionica \| \| \| \| \| \| genere Neja \| \| \| \| |
|  |                                                                     |
|  | genere Leptostelma                                                  |
|  |                                                                     |
|  | genere Apopyros                                                     |
|  |                                                                     |
|  | Erigeron bonariensis (e altri...)                                   |
|  |                                                                     |
|  | genere Hysterionica                                                 |
|  |                                                                     |
|  | genere Neja                                                         |
|  |                                                                     |

|  | genere Hysterionica |
|  |                     |
|  | genere Neja         |
|  |                     |

|  | genere Aphanostephus             |
|  |                                  |
|  | Erigeron bellioides (e altri...) |
|  |                                  |

|  | Erigeron canadensis, E. karvinskianuse E. annus                       |
|  |                                                                       |
|  | \| \| Erigeron uniflorus \| \| \| \| \| \| Erigeron acris \| \| \| \| |
|  |                                                                       |
|  | Erigeron ramosissima (e altri...)                                     |
|  |                                                                       |
|  | Erigeron uniflorus                                                    |
|  |                                                                       |
|  | Erigeron acris                                                        |
|  |                                                                       |

|  | Erigeron uniflorus |
|  |                    |
|  | Erigeron acris     |
|  |                    |

|  | \| \| genere Hysterionica \| \| \| \| \| \| genere Neja \| \| \| \| |
|  |                                                                     |
|  | genere Leptostelma                                                  |
|  |                                                                     |
|  | genere Apopyros                                                     |
|  |                                                                     |
|  | Erigeron bonariensis (e altri...)                                   |
|  |                                                                     |
|  | genere Hysterionica                                                 |
|  |                                                                     |
|  | genere Neja                                                         |
|  |                                                                     |

|  | genere Hysterionica |
|  |                     |
|  | genere Neja         |
|  |                     |

|  | Erigeron canadensis, E. karvinskianuse E. annus                       |
|  |                                                                       |
|  | \| \| Erigeron uniflorus \| \| \| \| \| \| Erigeron acris \| \| \| \| |
|  |                                                                       |
|  | Erigeron ramosissima (e altri...)                                     |
|  |                                                                       |
|  | Erigeron uniflorus                                                    |
|  |                                                                       |
|  | Erigeron acris                                                        |
|  |                                                                       |

|  | Erigeron uniflorus |
|  |                    |
|  | Erigeron acris     |
|  |                    |

|  | \| \| genere Hysterionica \| \| \| \| \| \| genere Neja \| \| \| \| |
|  |                                                                     |
|  | genere Leptostelma                                                  |
|  |                                                                     |
|  | genere Apopyros                                                     |
|  |                                                                     |
|  | Erigeron bonariensis (e altri...)                                   |
|  |                                                                     |
|  | genere Hysterionica                                                 |
|  |                                                                     |
|  | genere Neja                                                         |
|  |                                                                     |

|  | genere Hysterionica |
|  |                     |
|  | genere Neja         |
|  |                     |

|  | genere Aphanostephus             |
|  |                                  |
|  | Erigeron bellioides (e altri...) |
|  |                                  |

|  | Erigeron canadensis, E. karvinskianuse E. annus                       |
|  |                                                                       |
|  | \| \| Erigeron uniflorus \| \| \| \| \| \| Erigeron acris \| \| \| \| |
|  |                                                                       |
|  | Erigeron ramosissima (e altri...)                                     |
|  |                                                                       |
|  | Erigeron uniflorus                                                    |
|  |                                                                       |
|  | Erigeron acris                                                        |
|  |                                                                       |

|  | Erigeron uniflorus |
|  |                    |
|  | Erigeron acris     |
|  |                    |

|  | \| \| genere Hysterionica \| \| \| \| \| \| genere Neja \| \| \| \| |
|  |                                                                     |
|  | genere Leptostelma                                                  |
|  |                                                                     |
|  | genere Apopyros                                                     |
|  |                                                                     |
|  | Erigeron bonariensis (e altri...)                                   |
|  |                                                                     |
|  | genere Hysterionica                                                 |
|  |                                                                     |
|  | genere Neja                                                         |
|  |                                                                     |

|  | genere Hysterionica |
|  |                     |
|  | genere Neja         |
|  |                     |

|  | Erigeron canadensis, E. karvinskianuse E. annus                       |
|  |                                                                       |
|  | \| \| Erigeron uniflorus \| \| \| \| \| \| Erigeron acris \| \| \| \| |
|  |                                                                       |
|  | Erigeron ramosissima (e altri...)                                     |
|  |                                                                       |
|  | Erigeron uniflorus                                                    |
|  |                                                                       |
|  | Erigeron acris                                                        |
|  |                                                                       |

|  | Erigeron uniflorus |
|  |                    |
|  | Erigeron acris     |
|  |                    |

|  | \| \| genere Hysterionica \| \| \| \| \| \| genere Neja \| \| \| \| |
|  |                                                                     |
|  | genere Leptostelma                                                  |
|  |                                                                     |
|  | genere Apopyros                                                     |
|  |                                                                     |
|  | Erigeron bonariensis (e altri...)                                   |
|  |                                                                     |
|  | genere Hysterionica                                                 |
|  |                                                                     |
|  | genere Neja                                                         |
|  |                                                                     |

|  | genere Hysterionica |
|  |                     |
|  | genere Neja         |
|  |                     |

|  | genere Aphanostephus             |
|  |                                  |
|  | Erigeron bellioides (e altri...) |
|  |                                  |

|  | Erigeron canadensis, E. karvinskianuse E. annus                       |
|  |                                                                       |
|  | \| \| Erigeron uniflorus \| \| \| \| \| \| Erigeron acris \| \| \| \| |
|  |                                                                       |
|  | Erigeron ramosissima (e altri...)                                     |
|  |                                                                       |
|  | Erigeron uniflorus                                                    |
|  |                                                                       |
|  | Erigeron acris                                                        |
|  |                                                                       |

|  | Erigeron uniflorus |
|  |                    |
|  | Erigeron acris     |
|  |                    |

|  | \| \| genere Hysterionica \| \| \| \| \| \| genere Neja \| \| \| \| |
|  |                                                                     |
|  | genere Leptostelma                                                  |
|  |                                                                     |
|  | genere Apopyros                                                     |
|  |                                                                     |
|  | Erigeron bonariensis (e altri...)                                   |
|  |                                                                     |
|  | genere Hysterionica                                                 |
|  |                                                                     |
|  | genere Neja                                                         |
|  |                                                                     |

|  | genere Hysterionica |
|  |                     |
|  | genere Neja         |
|  |                     |

|  | Erigeron canadensis, E. karvinskianuse E. annus                       |
|  |                                                                       |
|  | \| \| Erigeron uniflorus \| \| \| \| \| \| Erigeron acris \| \| \| \| |
|  |                                                                       |
|  | Erigeron ramosissima (e altri...)                                     |
|  |                                                                       |
|  | Erigeron uniflorus                                                    |
|  |                                                                       |
|  | Erigeron acris                                                        |
|  |                                                                       |

|  | Erigeron uniflorus |
|  |                    |
|  | Erigeron acris     |
|  |                    |

|  | \| \| genere Hysterionica \| \| \| \| \| \| genere Neja \| \| \| \| |
|  |                                                                     |
|  | genere Leptostelma                                                  |
|  |                                                                     |
|  | genere Apopyros                                                     |
|  |                                                                     |
|  | Erigeron bonariensis (e altri...)                                   |
|  |                                                                     |
|  | genere Hysterionica                                                 |
|  |                                                                     |
|  | genere Neja                                                         |
|  |                                                                     |

|  | genere Hysterionica |
|  |                     |
|  | genere Neja         |
|  |                     |

|  | genere Aphanostephus             |
|  |                                  |
|  | Erigeron bellioides (e altri...) |
|  |                                  |

|  | Erigeron canadensis, E. karvinskianuse E. annus                       |
|  |                                                                       |
|  | \| \| Erigeron uniflorus \| \| \| \| \| \| Erigeron acris \| \| \| \| |
|  |                                                                       |
|  | Erigeron ramosissima (e altri...)                                     |
|  |                                                                       |
|  | Erigeron uniflorus                                                    |
|  |                                                                       |
|  | Erigeron acris                                                        |
|  |                                                                       |

|  | Erigeron uniflorus |
|  |                    |
|  | Erigeron acris     |
|  |                    |

|  | \| \| genere Hysterionica \| \| \| \| \| \| genere Neja \| \| \| \| |
|  |                                                                     |
|  | genere Leptostelma                                                  |
|  |                                                                     |
|  | genere Apopyros                                                     |
|  |                                                                     |
|  | Erigeron bonariensis (e altri...)                                   |
|  |                                                                     |
|  | genere Hysterionica                                                 |
|  |                                                                     |
|  | genere Neja                                                         |
|  |                                                                     |

|  | genere Hysterionica |
|  |                     |
|  | genere Neja         |
|  |                     |

|  | Erigeron canadensis, E. karvinskianuse E. annus                       |
|  |                                                                       |
|  | \| \| Erigeron uniflorus \| \| \| \| \| \| Erigeron acris \| \| \| \| |
|  |                                                                       |
|  | Erigeron ramosissima (e altri...)                                     |
|  |                                                                       |
|  | Erigeron uniflorus                                                    |
|  |                                                                       |
|  | Erigeron acris                                                        |
|  |                                                                       |

|  | Erigeron uniflorus |
|  |                    |
|  | Erigeron acris     |
|  |                    |

|  | \| \| genere Hysterionica \| \| \| \| \| \| genere Neja \| \| \| \| |
|  |                                                                     |
|  | genere Leptostelma                                                  |
|  |                                                                     |
|  | genere Apopyros                                                     |
|  |                                                                     |
|  | Erigeron bonariensis (e altri...)                                   |
|  |                                                                     |
|  | genere Hysterionica                                                 |
|  |                                                                     |
|  | genere Neja                                                         |
|  |                                                                     |

|  | genere Hysterionica |
|  |                     |
|  | genere Neja         |
|  |                     |

|  | genere Aphanostephus             |
|  |                                  |
|  | Erigeron bellioides (e altri...) |
|  |                                  |

|  | Erigeron canadensis, E. karvinskianuse E. annus                       |
|  |                                                                       |
|  | \| \| Erigeron uniflorus \| \| \| \| \| \| Erigeron acris \| \| \| \| |
|  |                                                                       |
|  | Erigeron ramosissima (e altri...)                                     |
|  |                                                                       |
|  | Erigeron uniflorus                                                    |
|  |                                                                       |
|  | Erigeron acris                                                        |
|  |                                                                       |

|  | Erigeron uniflorus |
|  |                    |
|  | Erigeron acris     |
|  |                    |

|  | \| \| genere Hysterionica \| \| \| \| \| \| genere Neja \| \| \| \| |
|  |                                                                     |
|  | genere Leptostelma                                                  |
|  |                                                                     |
|  | genere Apopyros                                                     |
|  |                                                                     |
|  | Erigeron bonariensis (e altri...)                                   |
|  |                                                                     |
|  | genere Hysterionica                                                 |
|  |                                                                     |
|  | genere Neja                                                         |
|  |                                                                     |

|  | genere Hysterionica |
|  |                     |
|  | genere Neja         |
|  |                     |

|  | Erigeron canadensis, E. karvinskianuse E. annus                       |
|  |                                                                       |
|  | \| \| Erigeron uniflorus \| \| \| \| \| \| Erigeron acris \| \| \| \| |
|  |                                                                       |
|  | Erigeron ramosissima (e altri...)                                     |
|  |                                                                       |
|  | Erigeron uniflorus                                                    |
|  |                                                                       |
|  | Erigeron acris                                                        |
|  |                                                                       |

|  | Erigeron uniflorus |
|  |                    |
|  | Erigeron acris     |
|  |                    |

|  | \| \| genere Hysterionica \| \| \| \| \| \| genere Neja \| \| \| \| |
|  |                                                                     |
|  | genere Leptostelma                                                  |
|  |                                                                     |
|  | genere Apopyros                                                     |
|  |                                                                     |
|  | Erigeron bonariensis (e altri...)                                   |
|  |                                                                     |
|  | genere Hysterionica                                                 |
|  |                                                                     |
|  | genere Neja                                                         |
|  |                                                                     |

|  | genere Hysterionica |
|  |                     |
|  | genere Neja         |
|  |                     |

|  | genere Aphanostephus             |
|  |                                  |
|  | Erigeron bellioides (e altri...) |
|  |                                  |

|  | Erigeron canadensis, E. karvinskianuse E. annus                       |
|  |                                                                       |
|  | \| \| Erigeron uniflorus \| \| \| \| \| \| Erigeron acris \| \| \| \| |
|  |                                                                       |
|  | Erigeron ramosissima (e altri...)                                     |
|  |                                                                       |
|  | Erigeron uniflorus                                                    |
|  |                                                                       |
|  | Erigeron acris                                                        |
|  |                                                                       |

|  | Erigeron uniflorus |
|  |                    |
|  | Erigeron acris     |
|  |                    |

|  | \| \| genere Hysterionica \| \| \| \| \| \| genere Neja \| \| \| \| |
|  |                                                                     |
|  | genere Leptostelma                                                  |
|  |                                                                     |
|  | genere Apopyros                                                     |
|  |                                                                     |
|  | Erigeron bonariensis (e altri...)                                   |
|  |                                                                     |
|  | genere Hysterionica                                                 |
|  |                                                                     |
|  | genere Neja                                                         |
|  |                                                                     |

|  | genere Hysterionica |
|  |                     |
|  | genere Neja         |
|  |                     |

|  | Erigeron canadensis, E. karvinskianuse E. annus                       |
|  |                                                                       |
|  | \| \| Erigeron uniflorus \| \| \| \| \| \| Erigeron acris \| \| \| \| |
|  |                                                                       |
|  | Erigeron ramosissima (e altri...)                                     |
|  |                                                                       |
|  | Erigeron uniflorus                                                    |
|  |                                                                       |
|  | Erigeron acris                                                        |
|  |                                                                       |

|  | Erigeron uniflorus |
|  |                    |
|  | Erigeron acris     |
|  |                    |

|  | \| \| genere Hysterionica \| \| \| \| \| \| genere Neja \| \| \| \| |
|  |                                                                     |
|  | genere Leptostelma                                                  |
|  |                                                                     |
|  | genere Apopyros                                                     |
|  |                                                                     |
|  | Erigeron bonariensis (e altri...)                                   |
|  |                                                                     |
|  | genere Hysterionica                                                 |
|  |                                                                     |
|  | genere Neja                                                         |
|  |                                                                     |

|  | genere Hysterionica |
|  |                     |
|  | genere Neja         |
|  |                     |

|  | genere Aphanostephus             |
|  |                                  |
|  | Erigeron bellioides (e altri...) |
|  |                                  |

|  | Erigeron canadensis, E. karvinskianuse E. annus                       |
|  |                                                                       |
|  | \| \| Erigeron uniflorus \| \| \| \| \| \| Erigeron acris \| \| \| \| |
|  |                                                                       |
|  | Erigeron ramosissima (e altri...)                                     |
|  |                                                                       |
|  | Erigeron uniflorus                                                    |
|  |                                                                       |
|  | Erigeron acris                                                        |
|  |                                                                       |

|  | Erigeron uniflorus |
|  |                    |
|  | Erigeron acris     |
|  |                    |

|  | \| \| genere Hysterionica \| \| \| \| \| \| genere Neja \| \| \| \| |
|  |                                                                     |
|  | genere Leptostelma                                                  |
|  |                                                                     |
|  | genere Apopyros                                                     |
|  |                                                                     |
|  | Erigeron bonariensis (e altri...)                                   |
|  |                                                                     |
|  | genere Hysterionica                                                 |
|  |                                                                     |
|  | genere Neja                                                         |
|  |                                                                     |

|  | genere Hysterionica |
|  |                     |
|  | genere Neja         |
|  |                     |

|  | Erigeron canadensis, E. karvinskianuse E. annus                       |
|  |                                                                       |
|  | \| \| Erigeron uniflorus \| \| \| \| \| \| Erigeron acris \| \| \| \| |
|  |                                                                       |
|  | Erigeron ramosissima (e altri...)                                     |
|  |                                                                       |
|  | Erigeron uniflorus                                                    |
|  |                                                                       |
|  | Erigeron acris                                                        |
|  |                                                                       |

|  | Erigeron uniflorus |
|  |                    |
|  | Erigeron acris     |
|  |                    |

|  | \| \| genere Hysterionica \| \| \| \| \| \| genere Neja \| \| \| \| |
|  |                                                                     |
|  | genere Leptostelma                                                  |
|  |                                                                     |
|  | genere Apopyros                                                     |
|  |                                                                     |
|  | Erigeron bonariensis (e altri...)                                   |
|  |                                                                     |
|  | genere Hysterionica                                                 |
|  |                                                                     |
|  | genere Neja                                                         |
|  |                                                                     |

|  | genere Hysterionica |
|  |                     |
|  | genere Neja         |
|  |                     |

|  | genere Aphanostephus             |
|  |                                  |
|  | Erigeron bellioides (e altri...) |
|  |                                  |

|  | Erigeron canadensis, E. karvinskianuse E. annus                       |
|  |                                                                       |
|  | \| \| Erigeron uniflorus \| \| \| \| \| \| Erigeron acris \| \| \| \| |
|  |                                                                       |
|  | Erigeron ramosissima (e altri...)                                     |
|  |                                                                       |
|  | Erigeron uniflorus                                                    |
|  |                                                                       |
|  | Erigeron acris                                                        |
|  |                                                                       |

|  | Erigeron uniflorus |
|  |                    |
|  | Erigeron acris     |
|  |                    |

|  | \| \| genere Hysterionica \| \| \| \| \| \| genere Neja \| \| \| \| |
|  |                                                                     |
|  | genere Leptostelma                                                  |
|  |                                                                     |
|  | genere Apopyros                                                     |
|  |                                                                     |
|  | Erigeron bonariensis (e altri...)                                   |
|  |                                                                     |
|  | genere Hysterionica                                                 |
|  |                                                                     |
|  | genere Neja                                                         |
|  |                                                                     |

|  | genere Hysterionica |
|  |                     |
|  | genere Neja         |
|  |                     |

|  | Erigeron canadensis, E. karvinskianuse E. annus                       |
|  |                                                                       |
|  | \| \| Erigeron uniflorus \| \| \| \| \| \| Erigeron acris \| \| \| \| |
|  |                                                                       |
|  | Erigeron ramosissima (e altri...)                                     |
|  |                                                                       |
|  | Erigeron uniflorus                                                    |
|  |                                                                       |
|  | Erigeron acris                                                        |
|  |                                                                       |

|  | Erigeron uniflorus |
|  |                    |
|  | Erigeron acris     |
|  |                    |

|  | \| \| genere Hysterionica \| \| \| \| \| \| genere Neja \| \| \| \| |
|  |                                                                     |
|  | genere Leptostelma                                                  |
|  |                                                                     |
|  | genere Apopyros                                                     |
|  |                                                                     |
|  | Erigeron bonariensis (e altri...)                                   |
|  |                                                                     |
|  | genere Hysterionica                                                 |
|  |                                                                     |
|  | genere Neja                                                         |
|  |                                                                     |

|  | genere Hysterionica |
|  |                     |
|  | genere Neja         |
|  |                     |

|  | genere Aphanostephus             |
|  |                                  |
|  | Erigeron bellioides (e altri...) |
|  |                                  |

|  | Erigeron canadensis, E. karvinskianuse E. annus                       |
|  |                                                                       |
|  | \| \| Erigeron uniflorus \| \| \| \| \| \| Erigeron acris \| \| \| \| |
|  |                                                                       |
|  | Erigeron ramosissima (e altri...)                                     |
|  |                                                                       |
|  | Erigeron uniflorus                                                    |
|  |                                                                       |
|  | Erigeron acris                                                        |
|  |                                                                       |

|  | Erigeron uniflorus |
|  |                    |
|  | Erigeron acris     |
|  |                    |

|  | \| \| genere Hysterionica \| \| \| \| \| \| genere Neja \| \| \| \| |
|  |                                                                     |
|  | genere Leptostelma                                                  |
|  |                                                                     |
|  | genere Apopyros                                                     |
|  |                                                                     |
|  | Erigeron bonariensis (e altri...)                                   |
|  |                                                                     |
|  | genere Hysterionica                                                 |
|  |                                                                     |
|  | genere Neja                                                         |
|  |                                                                     |

|  | genere Hysterionica |
|  |                     |
|  | genere Neja         |
|  |                     |

|  | Erigeron canadensis, E. karvinskianuse E. annus                       |
|  |                                                                       |
|  | \| \| Erigeron uniflorus \| \| \| \| \| \| Erigeron acris \| \| \| \| |
|  |                                                                       |
|  | Erigeron ramosissima (e altri...)                                     |
|  |                                                                       |
|  | Erigeron uniflorus                                                    |
|  |                                                                       |
|  | Erigeron acris                                                        |
|  |                                                                       |

|  | Erigeron uniflorus |
|  |                    |
|  | Erigeron acris     |
|  |                    |

|  | \| \| genere Hysterionica \| \| \| \| \| \| genere Neja \| \| \| \| |
|  |                                                                     |
|  | genere Leptostelma                                                  |
|  |                                                                     |
|  | genere Apopyros                                                     |
|  |                                                                     |
|  | Erigeron bonariensis (e altri...)                                   |
|  |                                                                     |
|  | genere Hysterionica                                                 |
|  |                                                                     |
|  | genere Neja                                                         |
|  |                                                                     |

|  | genere Hysterionica |
|  |                     |
|  | genere Neja         |
|  |                     |

|  | genere Aphanostephus             |
|  |                                  |
|  | Erigeron bellioides (e altri...) |
|  |                                  |

|  | Erigeron canadensis, E. karvinskianuse E. annus                       |
|  |                                                                       |
|  | \| \| Erigeron uniflorus \| \| \| \| \| \| Erigeron acris \| \| \| \| |
|  |                                                                       |
|  | Erigeron ramosissima (e altri...)                                     |
|  |                                                                       |
|  | Erigeron uniflorus                                                    |
|  |                                                                       |
|  | Erigeron acris                                                        |
|  |                                                                       |

|  | Erigeron uniflorus |
|  |                    |
|  | Erigeron acris     |
|  |                    |

|  | \| \| genere Hysterionica \| \| \| \| \| \| genere Neja \| \| \| \| |
|  |                                                                     |
|  | genere Leptostelma                                                  |
|  |                                                                     |
|  | genere Apopyros                                                     |
|  |                                                                     |
|  | Erigeron bonariensis (e altri...)                                   |
|  |                                                                     |
|  | genere Hysterionica                                                 |
|  |                                                                     |
|  | genere Neja                                                         |
|  |                                                                     |

|  | genere Hysterionica |
|  |                     |
|  | genere Neja         |
|  |                     |

|  | Erigeron canadensis, E. karvinskianuse E. annus                       |
|  |                                                                       |
|  | \| \| Erigeron uniflorus \| \| \| \| \| \| Erigeron acris \| \| \| \| |
|  |                                                                       |
|  | Erigeron ramosissima (e altri...)                                     |
|  |                                                                       |
|  | Erigeron uniflorus                                                    |
|  |                                                                       |
|  | Erigeron acris                                                        |
|  |                                                                       |

|  | Erigeron uniflorus |
|  |                    |
|  | Erigeron acris     |
|  |                    |

|  | \| \| genere Hysterionica \| \| \| \| \| \| genere Neja \| \| \| \| |
|  |                                                                     |
|  | genere Leptostelma                                                  |
|  |                                                                     |
|  | genere Apopyros                                                     |
|  |                                                                     |
|  | Erigeron bonariensis (e altri...)                                   |
|  |                                                                     |
|  | genere Hysterionica                                                 |
|  |                                                                     |
|  | genere Neja                                                         |
|  |                                                                     |

|  | genere Hysterionica |
|  |                     |
|  | genere Neja         |
|  |                     |

|  | genere Aphanostephus             |
|  |                                  |
|  | Erigeron bellioides (e altri...) |
|  |                                  |

|  | Erigeron canadensis, E. karvinskianuse E. annus                       |
|  |                                                                       |
|  | \| \| Erigeron uniflorus \| \| \| \| \| \| Erigeron acris \| \| \| \| |
|  |                                                                       |
|  | Erigeron ramosissima (e altri...)                                     |
|  |                                                                       |
|  | Erigeron uniflorus                                                    |
|  |                                                                       |
|  | Erigeron acris                                                        |
|  |                                                                       |

|  | Erigeron uniflorus |
|  |                    |
|  | Erigeron acris     |
|  |                    |

|  | \| \| genere Hysterionica \| \| \| \| \| \| genere Neja \| \| \| \| |
|  |                                                                     |
|  | genere Leptostelma                                                  |
|  |                                                                     |
|  | genere Apopyros                                                     |
|  |                                                                     |
|  | Erigeron bonariensis (e altri...)                                   |
|  |                                                                     |
|  | genere Hysterionica                                                 |
|  |                                                                     |
|  | genere Neja                                                         |
|  |                                                                     |

|  | genere Hysterionica |
|  |                     |
|  | genere Neja         |
|  |                     |

|  | Erigeron canadensis, E. karvinskianuse E. annus                       |
|  |                                                                       |
|  | \| \| Erigeron uniflorus \| \| \| \| \| \| Erigeron acris \| \| \| \| |
|  |                                                                       |
|  | Erigeron ramosissima (e altri...)                                     |
|  |                                                                       |
|  | Erigeron uniflorus                                                    |
|  |                                                                       |
|  | Erigeron acris                                                        |
|  |                                                                       |

|  | Erigeron uniflorus |
|  |                    |
|  | Erigeron acris     |
|  |                    |

|  | \| \| genere Hysterionica \| \| \| \| \| \| genere Neja \| \| \| \| |
|  |                                                                     |
|  | genere Leptostelma                                                  |
|  |                                                                     |
|  | genere Apopyros                                                     |
|  |                                                                     |
|  | Erigeron bonariensis (e altri...)                                   |
|  |                                                                     |
|  | genere Hysterionica                                                 |
|  |                                                                     |
|  | genere Neja                                                         |
|  |                                                                     |

|  | genere Hysterionica |
|  |                     |
|  | genere Neja         |
|  |                     |

|  | genere Aphanostephus             |
|  |                                  |
|  | Erigeron bellioides (e altri...) |
|  |                                  |

|  | Erigeron canadensis, E. karvinskianuse E. annus                       |
|  |                                                                       |
|  | \| \| Erigeron uniflorus \| \| \| \| \| \| Erigeron acris \| \| \| \| |
|  |                                                                       |
|  | Erigeron ramosissima (e altri...)                                     |
|  |                                                                       |
|  | Erigeron uniflorus                                                    |
|  |                                                                       |
|  | Erigeron acris                                                        |
|  |                                                                       |

|  | Erigeron uniflorus |
|  |                    |
|  | Erigeron acris     |
|  |                    |

|  | \| \| genere Hysterionica \| \| \| \| \| \| genere Neja \| \| \| \| |
|  |                                                                     |
|  | genere Leptostelma                                                  |
|  |                                                                     |
|  | genere Apopyros                                                     |
|  |                                                                     |
|  | Erigeron bonariensis (e altri...)                                   |
|  |                                                                     |
|  | genere Hysterionica                                                 |
|  |                                                                     |
|  | genere Neja                                                         |
|  |                                                                     |

|  | genere Hysterionica |
|  |                     |
|  | genere Neja         |
|  |                     |

|  | Erigeron canadensis, E. karvinskianuse E. annus                       |
|  |                                                                       |
|  | \| \| Erigeron uniflorus \| \| \| \| \| \| Erigeron acris \| \| \| \| |
|  |                                                                       |
|  | Erigeron ramosissima (e altri...)                                     |
|  |                                                                       |
|  | Erigeron uniflorus                                                    |
|  |                                                                       |
|  | Erigeron acris                                                        |
|  |                                                                       |

|  | Erigeron uniflorus |
|  |                    |
|  | Erigeron acris     |
|  |                    |

|  | \| \| genere Hysterionica \| \| \| \| \| \| genere Neja \| \| \| \| |
|  |                                                                     |
|  | genere Leptostelma                                                  |
|  |                                                                     |
|  | genere Apopyros                                                     |
|  |                                                                     |
|  | Erigeron bonariensis (e altri...)                                   |
|  |                                                                     |
|  | genere Hysterionica                                                 |
|  |                                                                     |
|  | genere Neja                                                         |
|  |                                                                     |

|  | genere Hysterionica |
|  |                     |
|  | genere Neja         |
|  |                     |

|  | genere Aphanostephus             |
|  |                                  |
|  | Erigeron bellioides (e altri...) |
|  |                                  |

|  | Erigeron canadensis, E. karvinskianuse E. annus                       |
|  |                                                                       |
|  | \| \| Erigeron uniflorus \| \| \| \| \| \| Erigeron acris \| \| \| \| |
|  |                                                                       |
|  | Erigeron ramosissima (e altri...)                                     |
|  |                                                                       |
|  | Erigeron uniflorus                                                    |
|  |                                                                       |
|  | Erigeron acris                                                        |
|  |                                                                       |

|  | Erigeron uniflorus |
|  |                    |
|  | Erigeron acris     |
|  |                    |

|  | \| \| genere Hysterionica \| \| \| \| \| \| genere Neja \| \| \| \| |
|  |                                                                     |
|  | genere Leptostelma                                                  |
|  |                                                                     |
|  | genere Apopyros                                                     |
|  |                                                                     |
|  | Erigeron bonariensis (e altri...)                                   |
|  |                                                                     |
|  | genere Hysterionica                                                 |
|  |                                                                     |
|  | genere Neja                                                         |
|  |                                                                     |

|  | genere Hysterionica |
|  |                     |
|  | genere Neja         |
|  |                     |

|  | Erigeron canadensis, E. karvinskianuse E. annus                       |
|  |                                                                       |
|  | \| \| Erigeron uniflorus \| \| \| \| \| \| Erigeron acris \| \| \| \| |
|  |                                                                       |
|  | Erigeron ramosissima (e altri...)                                     |
|  |                                                                       |
|  | Erigeron uniflorus                                                    |
|  |                                                                       |
|  | Erigeron acris                                                        |
|  |                                                                       |

|  | Erigeron uniflorus |
|  |                    |
|  | Erigeron acris     |
|  |                    |

|  | \| \| genere Hysterionica \| \| \| \| \| \| genere Neja \| \| \| \| |
|  |                                                                     |
|  | genere Leptostelma                                                  |
|  |                                                                     |
|  | genere Apopyros                                                     |
|  |                                                                     |
|  | Erigeron bonariensis (e altri...)                                   |
|  |                                                                     |
|  | genere Hysterionica                                                 |
|  |                                                                     |
|  | genere Neja                                                         |
|  |                                                                     |

|  | genere Hysterionica |
|  |                     |
|  | genere Neja         |
|  |                     |

|  | genere Aphanostephus             |
|  |                                  |
|  | Erigeron bellioides (e altri...) |
|  |                                  |

I caratteri distintivi delle specie di questa sottotribù sono:
- il ricettacolo può essere privo di pagliette ma con scaglie;
- i fiori del raggio sono privi del pappo e con corolle rigide e strettamente urceolate;
- gli acheni sono compressi e non alati.

Il numero cromosomico delle specie della sottotribù è: 2n = 18 (2n = 10 in Aphanostephus).

### Composizione della sottotribù
La sottotribù Conyzinae comprende 6 generi e 479 specie.
| Genere                           | N. specie | Distribuzione                                        | Caratteri più significativi | Numeri cromosomici      | Fiori |
| -------------------------------- | --------- | ---------------------------------------------------- | --- | ----------------------- | ----- |
| Aphanostephus DC., 1836          | 5         | Stati Uniti d'America meridionale e America centrale | Le foglie hanno una ampia lamina a forma lineare-lanceolata di tipo pennatifida. - I peli del fusto e delle foglie sono diffusamente appressati. - Gli acheni sono provvisti di 4 angoli con pareti spesse e nervi superficiali.                   | 2n = 10 ridotto a 8 o 6 |       |
| Apopyros G.L.Nesom, 1994         | 2         | Sud America orientale                                | Le piante sono erbacee perenni con fusti strettamente eretti e parte sotterranea tipo rizomi legnosi o tuberi. - le foglie sono tutte cauline, rigidamente erette ascendenti. - I fiori femminili tubolari terminano con lobi brevi ed eretti.     |                         |       |
| Erigeron L., 1753                | 449       | Cosmopolita                                          | Le piante sono erbacee perenni o annuali con fusti sotterranei non tuberosi (ex. Conyza) o un portamento arbustivo (ex. Darwiniothamnus). - Le brattee involucrali si presentano con un nervo longitudinale resinoso. - Gli acheni sono compressi. | 2n = 18                 |       |
| Hysterionica Willd., 1807        | 12        | Sud America                                          | Gli acheni sono compressi. - Le corolle dei fiori del raggio sono gialle. - La parte sotterranea del fusto è fittonante. | 2n = 18                 |       |
| Leptostelma D.Don ex G.Don, 1830 | 6         | Sud America centro-orientale                         | La parte sotterranea del fusto è fittonante o rizomatosa. - Le brattee involucrali si presentano con tre nervi longitudinali. - Le corolle dei fiori del raggio sono bianche, crema (raramente gialle).                                            | 2n = 18                 |       |
| Neja D.Don, 1831                 | 5         | America del Sud e Cuba                               | Il fusto e le foglie sono diffusamente pelose per peli cigliati. - Le foglie sono filiformi o lineari-oblanceolate. - Gli acheni sono cilindrici-fusiformi con numerosi nervi resinosi.                                                            |                         |       |

### Chiave per i generi
Per meglio comprendere ed individuare i vari generi della sottotribù l'elenco seguente utilizza in parte il sistema delle chiavi analitiche.
- 1A: i fiori femminili tubolari terminano con lobi brevi ed eretti; 
  - 2A: le piante sono erbacee perenni con fusti sotterranei tipo rizomi legnosi o tuberi; la forma degli acheni è sub-cilindrica;

genere Apopyros
- 2B: le piante sono erbacee perenni o annuali con fusti sotterranei non tuberosi; gli acheni sono compressi;

genere Erigeron (ex. Conyza)
- 1B:  i fiori femminili tubolari terminano con lunghi lobi;

- 3A: le piante hanno un portamento arbustivo;

genere Erigeron (ex. Darwiniothamnus)
- 3B: le piante sono erbacee;

- 4A: gli acheni sono provvisti di 4 angoli oppure hanno una forma cilindrica-fusiforme;

- 5A: le foglie hanno una ampia lamina a forma lineare-lanceolata di tipo pennatifida; i peli del fusto e delle foglie sono diffusamente appressati;  gli acheni sono provvisti di 4 angoli con pareti spesse e nervi superficiali;

genere Aphanostephus
- 5B: le foglie sono filiformi o lineari-oblanceolate;  il fusto e le foglie sono diffusamente pelose per peli cigliati; gli acheni sono cilindrici-fusiformi con numerosi nervi resinosi;

genere Neja
- 4B: gli acheni sono compressi;

- 6A: le corolle dei fiori del raggio sono gialle; la parte sotterranea del fusto è fittonante;

genere Hysterionica
- 6B:  le corolle dei fiori del raggio sono bianche, blu o rosa (raramente gialle);  la parte sotterranea del fusto è fittonante o rizomatosa;

- 7A: le brattee involucrali si presentano con un nervo longitudinale resinoso;

genere Erigeron
- 7B:  le brattee involucrali si presentano con tre nervi longitudinali;

genere Leptostelma

### Sinonimi
- Conyzinae Benth. & Hook.f.[26]
- Conyzinae Schultz-Bip. in P.B. Webb & S. Berthelot, 1844[27]
- Erigeroneae Gren. & Godr. (Genere tipo = Erigeron L.).

### Generi della flora spontanea italiana
Nella flora spontanea italiana sono presenti i seguenti generi di questo gruppo:
Erigeron
- Erigeron acris L. - Cespica acre.
- Erigeron alpinus L. - Cespica alpina.
- Erigeron atticus Vill. - Cespica attica.
- Erigeron annuus (L.) Desf. - Cespica annua.
- Erigeron bonariensis  L. - Saeppola di Buenos Aires.
- Erigeron canadensis L. - Saeppola canadese.
- Erigeron epiroticus (Vierh.) Halacsy - Cespica dell'Epiro.
- Erigeron glabratus Hoppe & Hornsch. ex Bluff & Fingerh. - Cespica polimorfa.
- Erigeron karvinskianus DC. - Cespica karvinskiana.
- Erigeron muralis Lapeyr.
- Erigeron neglectus Kerner - Cespica negletta.
- Erigeron philadelphicus L. - Cespica di Filadelfia.
- Erigeron schleicheri Gremli - Cespica di Gaudin.
- Erigeron strigosus Muhl. ex Willd. - Erigeron scabro
- Erigeron sumatrensis Retz. - Saeppola di Naudin.
- Erigeron uniflorus L. - Cespica uniflora.